# Cadre-47/2-Europameisterschaft 1957

Logo CEB (ausrichtender Verband)

Die Cadre-47/2-Europameisterschaft 1957 war das 21. Turnier in dieser Disziplin des Karambolagebillards und fand vom 16. bis zum 19. Januar 1957 in Murcia statt. Es war die zweite Cadre-47/2-Europameisterschaft in Spanien.

## Geschichte
Aus den gleichen Gründen wie 1955 fand wieder eine Cadre-47/2-Europameisterschaft ohne die besten nordeuropäischen Verbände statt. Es gab auch wieder einen spanischen Dreifachsieg.

## Turniermodus
Hier wurde im Round-Robin-System bis 400 Punkte gespielt. Es wurde mit Nachstoß gespielt. Damit waren Unentschieden möglich.
Bei MP-Gleichstand (außer bei Punktgleichstand beim Sieger) wird in folgender Reihenfolge gewertet:
1. MP = Matchpunkte
2. GD = Generaldurchschnitt
3. HS = Höchstserie

## Abschlusstabelle

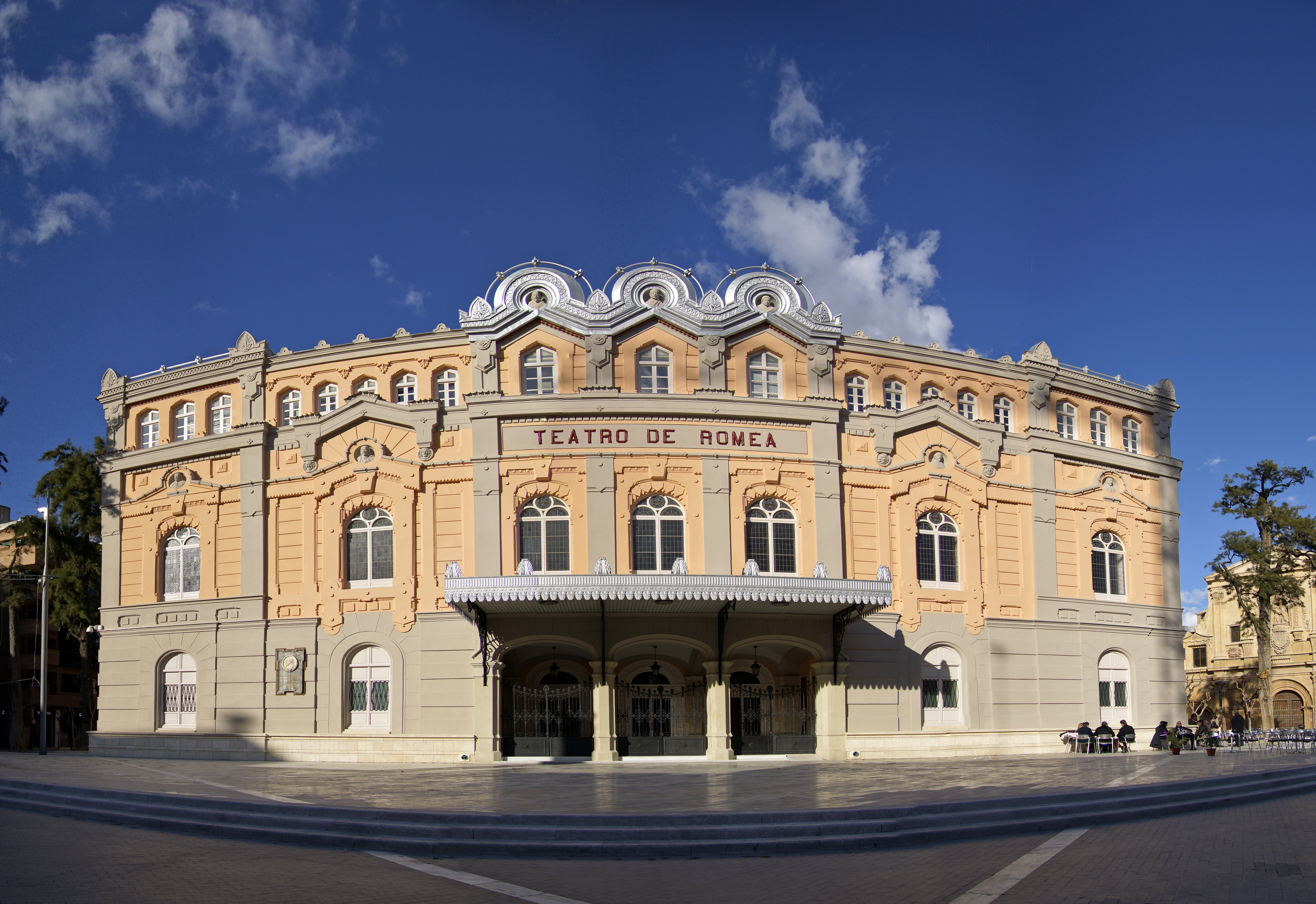
Teatro de Romea

| MP    | Match Points (Sieger = 2; Unentschieden = 1; Verlierer = 0) |
| Pkte. | Erzielte Karambolagen                                       |
| Aufn. | Benötigte Versuche                                          |
| GD    | Generaldurchschnitt                                         |
| BED   | Bester Einzeldurchschnitt eines Spielers                    |
| HS    | Höchstserie                                                 |
|       | Bester GD des Turniers                                      |
|       | Bester ED des Turniers                                      |
|       | Beste HS des Turniers                                       |
|       | 1. Platz (Gold)                                             |
|       | 2. Platz (Silber)                                           |
|       | 3. Platz (Bronze)                                           |

| Platz                      | Name                 | MP   | Pkte. | Aufn. | GD    | BED   | HS  |
| -------------------------- | -------------------- | ---- | ----- | ----- | ----- | ----- | --- |
| 1                          | José Alvarez Ossorio | 12:2 | 2678  | 176   | 15,21 | 19,04 | 88  |
| 2                          | José Gálvez          | 8:6  | 2642  | 157   | 16,82 | 26,66 | 131 |
| 3                          | Joaquín Domingo      | 8:6  | 2628  | 181   | 14,51 | 22,22 | 122 |
| 4                          | Jorge Pinto          | 8:6  | 2231  | 164   | 13,60 | 18,18 | 115 |
| 5                          | Jacques Grivaud      | 8:6  | 2255  | 189   | 11,93 | 16,66 | 122 |
| 6                          | Alfredo Alhinho      | 8:6  | 2315  | 199   | 11,63 | 20,00 | 106 |
| 7                          | Juan Butrón          | 4:10 | 2040  | 165   | 12,36 | 17,39 | 94  |
| 8                          | Gastone Molo         | 0:14 | 1328  | 195   | 6,81  | –     | 45  |
| Turnierdurchschnitt: 12,70 |                      |      |       |       |       |       |     |